# Espiral Maior
Espiral Maior es una editorial española con sede en Culleredo en lengua gallega fundada en 1991 y dirigida desde entonces por el poeta Miguel Anxo Fernán-Vello.

## Trayectoria
Aunque abarca también géneros como la narrativa o el teatro, su actividad principal es la edición de poesía, género del que lleva editados más de doscientos títulos. Desde su fundación, la editoriaa publica buena parte de los premios de poesía de ayuntamientos y asociaciones gallegas, contando también con su propio certamen, el Premio Espiral Maior de Poesía, convocado desde 1992 y abierto desde el año 2006 a la obras en portugués. La colección principal de poesía se caracterizó por sufragar parte de sus costes a través de la suscripción. Los nombres de los suscriptores figuran en la última página de cada volumen y reciben un ejemplar numerado y autograbado por el autor. Además de la colección principal de poesía, la editorial tuvo la colección "A Isla Verde", de precios populares (hoy extinta), y la colección "Opera Omnia", ediciones muy cuidadas dedicadas a acoger las obras completas de autores canónicos.